# Monmouthi csata (1233)
A monmouthi csata 1233. november 25-én, Alexandriai Szent Katalin ünnepnapján zajlott a III. Henrik angol királyhoz hű csapatok valamint Richard Marshal, Pembroke 3. grófjának (earl) csapatai között, aki szövetséget kötött a walesi herceggel, Llywelyn ap Iorwerthszel és annak támogatójával, Owain ap Gruffuddal, a deheubarthi Rhys ap Gruffydd unokájával.

## Előzmények
Richard Marshal, William Marshal, Pembroke első grófjának második fia vezette a III. Henrik angol király hatalmának és befolyásának növekedését megakadályozni próbáló bárókat. Ugyanakkor ellenséges viszonyban állt a király külföldi (elsősorban francia) szövetségeseivel, névlegesen Peter de Rivaux-val és Peter des Roches-val. 1233 augusztusában Marshal nem volt hajlandó részt venni a király gloucesteri udvari gyűlésén ezért III. Henrik hazaárulónak nyilvánította. Ezt követően Marshal visszavonult a chepstowi várába, miközben a király seregei nyugati irányba, Abergavenny felé vonultak. Látva a király seregeinek mozgását, Marshal csatlakozott a rebellis Owainhoz. Miután elfoglalták Cardiff és Newport várait Abergavenny és Grosmont felé vonultak. A király ekkor visszavonult Gloucesterbe.

## A csata és következményei
Roger of Wendover krónikás Flores Historiarum (magyarul: A történelem virágai) című műve szerint Marshal és néhány lovagja ezt követően titokban Monmouth alá vonult, felmérni a helyzetet a város ostroma előtt. Érkezésüket azonban a monmouthi várban székelő III. Balduin, Guînes grófja észrevette. Balduin flamand grófot a király bízta meg a város és a vidék védelmével. Szolgálatában vegyes, flamand és francia csapatok álltak. A város akkori helyi ura, John of Monmouth nem vett részt a csatában. Balduin viszont rosszul mérte fel a helyzetet és azt hitte, hogy Marshalnak kevés a követője. Kilovagolt a városból és csapataival üldözőbe vette Marshalt. Pembroke grófja viszont hamarosan fordított a helyzeten. Roger of Wendover krónikájában a következőképpen írta le az eseményeket:
Marshal távol tartotta őket magától, kardját jobbra és balra suhogtatta és lesújtott arra, aki közelébe került, vagy véget vétve életüknek vagy pedig bénító ütést mérve rájuk. S noha egyszerre kellett szembeszállnia tizenkét ellenféllel, mégis hosszú ideig sikerült megvédenie magát. Ellenségei, miután nem merték megközelíteni, lándzsáikkal leszúrták lovát, de Marshal, aki rendkívül képzett volt a francia háborús módszerekben, lábánál fogva elkapta az egyik, őt támadó lovagot, lerántotta a lováról és felpattant helyére a nyeregbe és tovább folytatta a harcot... Ilyen körülmények között... Marshal egyik íjásza, látva, hogy ura élete veszélyben forog, kilőtte nyilát és mellkason találta Balduint. Az íj átszúrta a gróf páncélját, aki a földre zuhant abban a tudatban, hogy halálos sebet kapott... Mindeközben az összecsapás híre elérte Marshal táborát is. A csapatok azonnal segítségére siettek és megfutamították támadóit. A visszavonulók azonban nem tudtak bemenekülni a várba, mert az oda vezető úton álló híd el volt romolva. Sokan közülük a folyóba ugrottak és lovastól belefulladtak. A többiek nagy részét Marshal seregei lemészárolták, egyeseket foglyul ejtettek. Csak nagyon kevesen menekültek meg...
Balduin túlélte a csatát, távozott a városból, amelynek vezetését John of Monmouth vette át. Marshal pedig Írországba utazott csapatokat toborozni az angol király ellen. 1234-ben sikerült békét kötnie III. Henrikkel. Nem sokkal később, a curragh-i csatában halálosan megsebesült.

## A csata helyszíne
A Glamorgan-Gwent Régészeti Társaság (angolul: Glamorgan-Gwent Archaeological Trust) véleménye szerint a csata az egykori, úgynevezett Castle Field-en (magyarul: vár mezeje) zajlott le, a Monnow folyó nyugati partján. A mezőt ma Vauxhall Fields néven ismerik. Más vélemények szerint a csata a várostól délnyugatra zajlott le és valószínűsítik, hogy a krónikában említett híd a Monnow híd lehet, amely abban az időben valóban sérült és használhatatlan volt. Ezt a véleményt arra alapozzák, hogy egy 1234-es rendelet szerint harminc tölgyfát vágtak ki a közeli Dean-erdőből a St. Thomas the Martyr-templom javítására, ami a híd lábánál állott és valószínűleg a csatában sérült meg.

## Fordítás
- Ez a szócikk részben vagy egészben  a   Battle of Monmouth (1233) című angol Wikipédia-szócikk ezen változatának fordításán alapul.  Az eredeti cikk szerkesztőit annak laptörténete sorolja fel. Ez a jelzés csupán a megfogalmazás eredetét és a szerzői jogokat jelzi, nem szolgál a cikkben szereplő információk forrásmegjelöléseként.